# Ali Hillis
Alecia "Ali" Hillis, född 29 december 1978, är en amerikansk skådespelerska och röstskådespelerska. 
Hon växte upp i Illinois och lärde sig att uppträda i teater som barn och provspelade på Broadway i New York. Hon har medverkat i olika TV-program och filmer och har gjort röstarbete i en mängd antal datorspel.

## Filmografi

### Filmer
| År   | Titel                         | Roll            | Noter             |
| ---- | ----------------------------- | --------------- | ----------------- |
| 2014 | A Friend for Maddie           | Lori Spencer    |                   |
| 2014 | The Road Within               | Monica          |                   |
| 2013 | The Ultimate Life             | Alexia Drummond |                   |
| 2012 | Tomtetass 2: Julens hjältar   | Agnes Bright    |                   |
| 2012 | Fix Me: The Workout           | Sydney          | Kortfilm          |
| 2012 | Fix Me: The Nanny             | Sydney          | Kortfilm          |
| 2012 | Fix Me: The Trainer           | Sydney          | Kortfilm          |
| 2012 | Nesting                       | Sarah           |                   |
| 2012 | Abel's Field                  | n/a             |                   |
| 2009 | Space Buddies                 | Astro Spalding  | direkt till video |
| 2008 | Chihuahuan från Beverly Hills | Angela          |                   |
| 2007 | Over Her Dead Body            | Karen           |                   |
| 2007 | The Heartbreak Kid            | Jodi the Bride  |                   |
| 2007 | Throwing Stars                | Lisa            | Även producent    |
| 2006 | The Ultimate Gift             | Alexia          |                   |
| 2006 | Adrift                        | Lauren          |                   |
| 2005 | American Gun                  | Gunshop Patron  |                   |
| 2005 | Matte söker husse             | Christine       |                   |
| 2005 | Greener Mountains             | Krystal         | Okrediterad       |
| 2005 | Kiss Kiss Bang Bang           | Marleah         |                   |
| 2005 | The Commission                | Bacall          | Kortfilm          |
| 2002 | The Month of August           | August          |                   |
| 2000 | All the Wrong Places          | Marisa Baron    |                   |

### Filmer (röstroll)
| År   | Titel                                                | Roll             | Noter    |
| ---- | ---------------------------------------------------- | ---------------- | -------- |
| 2012 | Palutena's Revolting Dinner                          | Palutena         | Kortfilm |
| 2012 | Medusa's Revenge                                     | Palutena         | Kortfilm |
| 2012 | Thanatos Rising                                      | Palutena         | Kortfilm |
| 2012 | Back to the Sea                                      | Teaching Fish    |          |
| 2005 | Family Guy Presents Stewie Griffin: The Untold Story | Olika röstroller |          |
| 2002 | Hung Up on Elena                                     | Elena            |          |

### TV
| År   | Titel                          | Roll           | Noter                                                       |
| ---- | ------------------------------ | -------------- | ----------------------------------------------------------- |
| 2011 | Memphis Beat                   | Stacy Ekler    | (1 avsnitt); "At the River"                                 |
| 2011 | CSI: Crime Scene Investigation | Olivia Fowler  | (1 avsnitt); "Hitting for the Cycle"                        |
| 2010 | Miami Medical                  | Heidi Pelton   | (1 avsnitt); "88 Seconds"                                   |
| 2008 | Christine                      | Denise         | (1 avsnitt); "Beauty is Only Spanx Deep"                    |
| 2007 | My Boys                        | Rachel         | (1 avsnitt); "The Estates of Hoffman"                       |
| 2007 | Heartland                      | Heather Hartog | (1 avsnitt); "I Make Myself Into Something New"             |
| 2005 | Life on a Stick                | Jenny          | (1 avsnitt); "Things People Stand For"                      |
| 2004 | På heder och samvete           | Rachel Hanna   | (1 avsnitt); "Retrial"                                      |
| 2004 | Jessica                        | Holly          | Kortfilm                                                    |
| 2002 | Inte helt perfekt              | Tiffany        | (1 avsnitt); "The Pole"                                     |
| 2002 | Boomtown                       | Melanie Stone  | (1 avsnitt); "The Squeeze"                                  |
| 2001 | Inside Schwartz                | Laine          | (1 avsnitt); "Roommates"                                    |
| 2001 | Baywatch                       | Ivy Latham     | (1 avsnitt); "A Good Man in a Storm"                        |
| 2000 | FreakyLinks                    | Crystal        | (1 avsnitt); "Subject: Fearsum"                             |
| 2000 | Undressed                      | Kim            | (3 avsnitt); "Crossdresser", "Identical Twins", "Handcuffs" |
| 1999 | Felicity                       | Chloe          | (2 avsnitt); "Docuventary", "Assassins"                     |

### TV (animerade serier)
| År    | Titel             | Roll       | Noter                          |
| ----- | ----------------- | ---------- | ------------------------------ |
| 2013  | Regular Show      | Tracy      | (1 avsnitt); "New Year's Kiss" |
| 2011  | X-Men             | Emma Frost | huvudroll; 10 avsnitt          |
| 2009- | Naruto: Shippûden | Karin      | återkommande roll; 14 avsnitt  |

### Datorspel
| År   | Titel                                          | Roll                               | Noter       |
| ---- | ---------------------------------------------- | ---------------------------------- | ----------- |
| 2014 | The Amazing Spider-Man 2                       | Black Cat/Felicia Hardy            |             |
| 2014 | Lightning Returns: Final Fantasy XIII          | Claire 'Lightning' Farron          | Huvudroll   |
| 2013 | Ratchet & Clank: Into the Nexus                | Talwyn Apogee/Computer/Mrs. Zurkon |             |
| 2013 | Saints Row IV                                  | Virtual Steelport                  |             |
| 2013 | Tales of Xillia                                | Presa                              |             |
| 2013 | Marvel Heroes                                  | Black Cat/Felicia Hardy            |             |
| 2013 | Fuse                                           | Isabelle "Izzy" Sinclair           |             |
| 2013 | Shin Megami Tensei IV                          | Burroughs                          |             |
| 2013 | Gears of War: Judgment                         | Sofia Hendrick                     |             |
| 2013 | Naruto Shippuden: Ultimate Ninja Storm 3       | Karin                              |             |
| 2012 | Adera                                          | Jane Sinclaire                     |             |
| 2012 | The Amazing Spider-Man                         | Felicia Hardy                      |             |
| 2012 | Kid Icarus: Uprising                           | Palutena                           |             |
| 2012 | Ninja Gaiden 3                                 | Mizuki McCloud                     |             |
| 2012 | Mass Effect 3                                  | Dr. Liara T'Soni                   |             |
| 2012 | Zero Escape Volume 2: Virtue's Last Reward     | Akane Kurashiki                    |             |
| 2012 | Resident Evil: Revelations                     | Jessica Sherawat                   | Okrediterad |
| 2012 | Final Fantasy XIII-2                           | Claire 'Lightning' Farron          | Huvudroll   |
| 2011 | Star Wars: The Old Republic                    | Ranna Tao'Ven                      |             |
| 2011 | Saints Row: The Third                          |                                    |             |
| 2011 | Dissidia 012: Final Fantasy                    | Claire 'Lightning' Farron          |             |
| 2010 | Naruto Shippuden: Ultimate Ninja Storm 2       | Karin                              |             |
| 2010 | StarCraft II: Wings of Liberty                 | Dr. Ariel Hanson/Olika röstroller  |             |
| 2010 | Dead or Alive Paradise                         | Rio                                |             |
| 2010 | Mass Effect 2                                  | Dr. Liara T'Soni                   |             |
| 2010 | Valkyria Chronicles II                         | Audrey Gassenarl                   |             |
| 2010 | Final Fantasy XIII                             | Claire 'Lightning' Farron          | Huvudroll   |
| 2008 | Castlevania: Judgment                          | Sypha Belandes                     |             |
| 2007 | Mass Effect                                    | Dr. Liara T'Soni                   |             |
| 2006 | Xenosaga Episode III: Also Sprach Zarathustra  | Mary Godwin/Shelley Godwin         |             |
| 2004 | Xenosaga Episode II: Jenseits von Gut und Böse | Mary Godwin/Shelley Godwin         |             |

### Teater
- A Good Soldier - Josie
- Eldon Corvette's Karaoke & Career Counseling Weekend - Amanda
- Sound of Music - Liesl
- Biloxi Blues - Daisy
- Man of La Mancha - Antonia
- Quilters - Molly
- West Side Story - Maria
- Li'l Abner - Mammy Yocum
- Guys and Dolls - Sarah Brown
- Romeo och Julia - Julia
- An Artist Descending a Staircase - Sophie
- Spelman på taket - Chava
- Aladdin - Genie